# フロール・ヤンセン
フロール・ヤンセン（Floor Jansen、1981年2月21日 - ）は、オランダ・ゴイルレ出身の女性ロックミュージシャン、ボーカリスト、シンガーソングライター。
主にロックグループのボーカルを担当し、2012年よりシンフォニックメタル・バンド「ナイトウィッシュ」のリード・シンガーを務めている。

## 概要
1997年から、オランダのゴシックメタルバンド「アフター・フォーエヴァー」のリード・シンガーとして活動する。
2009年2月にアフター・フォーエヴァーは解散。同年フロールは即座に行動を起こし、アフター・フォーエヴァー人脈の協力も得てプログレッシブ・メタルバンド「リヴァンプ」を結成した。翌年にはアルバムデビューし、ライヴ活動を開始する。
2ndアルバムの制作に着手し始めた2012年秋、親交があるフィンランドのシンフォニックメタルバンド「ナイトウィッシュ」で、女性シンガー アネット・オルゾンの脱退劇が勃発し、代役としてフロールに白羽の矢が立つ。このビッグチャンスに依頼を受諾し、同バンドのライブツアーに帯同。リヴァンプの活動も兼任しつつ、翌年秋には後任として正式に加入した。
2013年には、リヴァンプ名義の2ndアルバム『Wild Card』をリリース。そしてナイトウィッシュでは、加入してから初めてのスタジオ・アルバム『エンドレス・フォームズ・モスト・ビューティフル』を2015年にリリースし、精力的なライブ活動を展開している。

## 人物
活動現役中の1999年、母国のロックアカデミーに入学し、ミュージカルやオペラの声楽などを学んだ。現在は、ボーカル講師の肩書を持つ。また、ギターやピアノ、フルートなどの楽器も使いこなせる。
世界で平均身長が高いとされるオランダ人女性の中でも、190cmに近い大柄な容姿をしている。ワイルドな風貌とは裏腹に、基本形のソプラノ・ボイスから、ファルセット、シャウト、オペラまで幅広いマルチプレイを魅せる。
既婚者であり、夫はスウェーデン出身のロックドラマー ハネス・ヴァン・ダール（Hannes van Dahl - サバトンなどに在籍）で、 2017年に子女（名はフレイヤ）を儲けている。

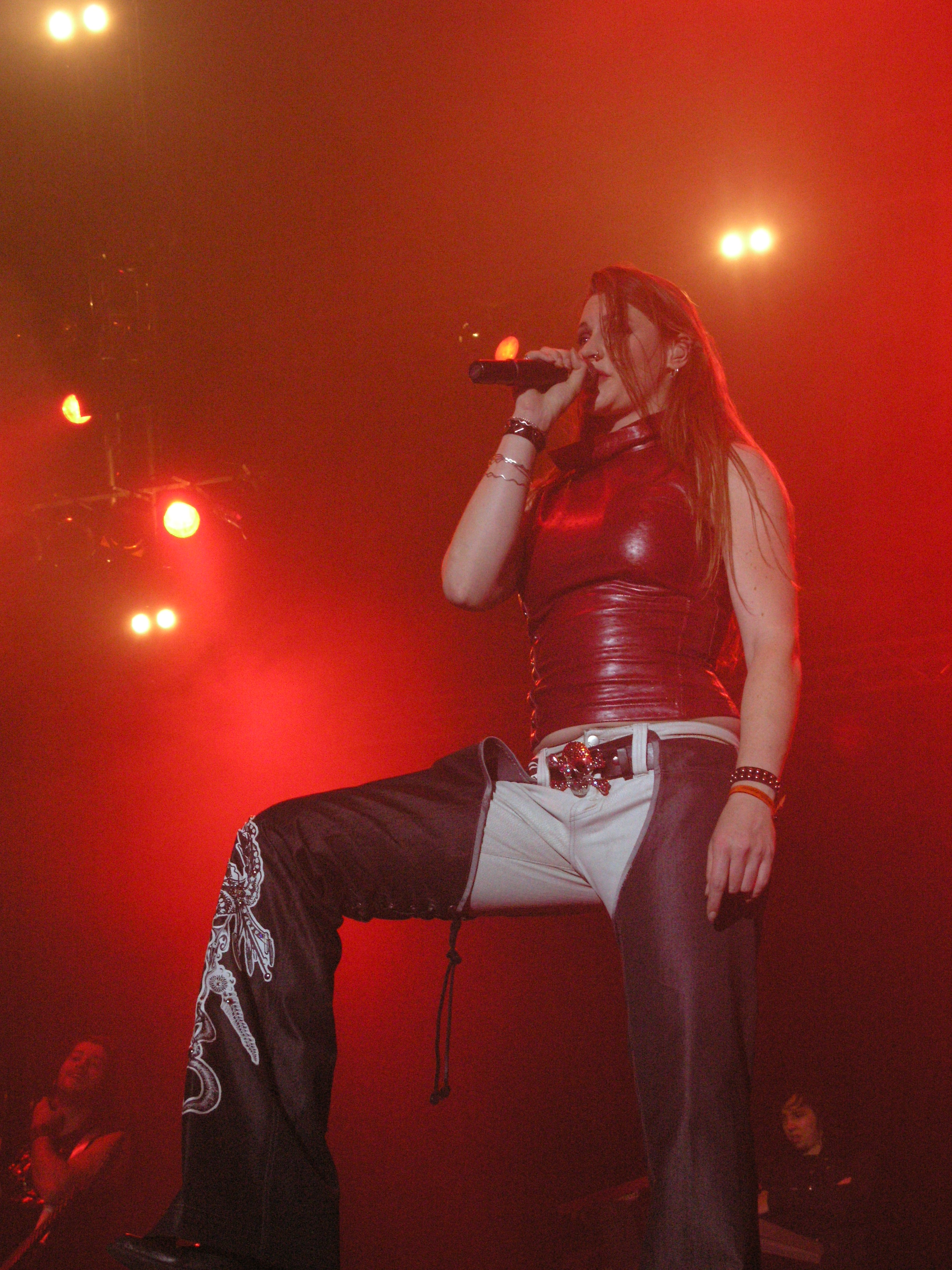
アフター・フォーエバー時代 (2007年)
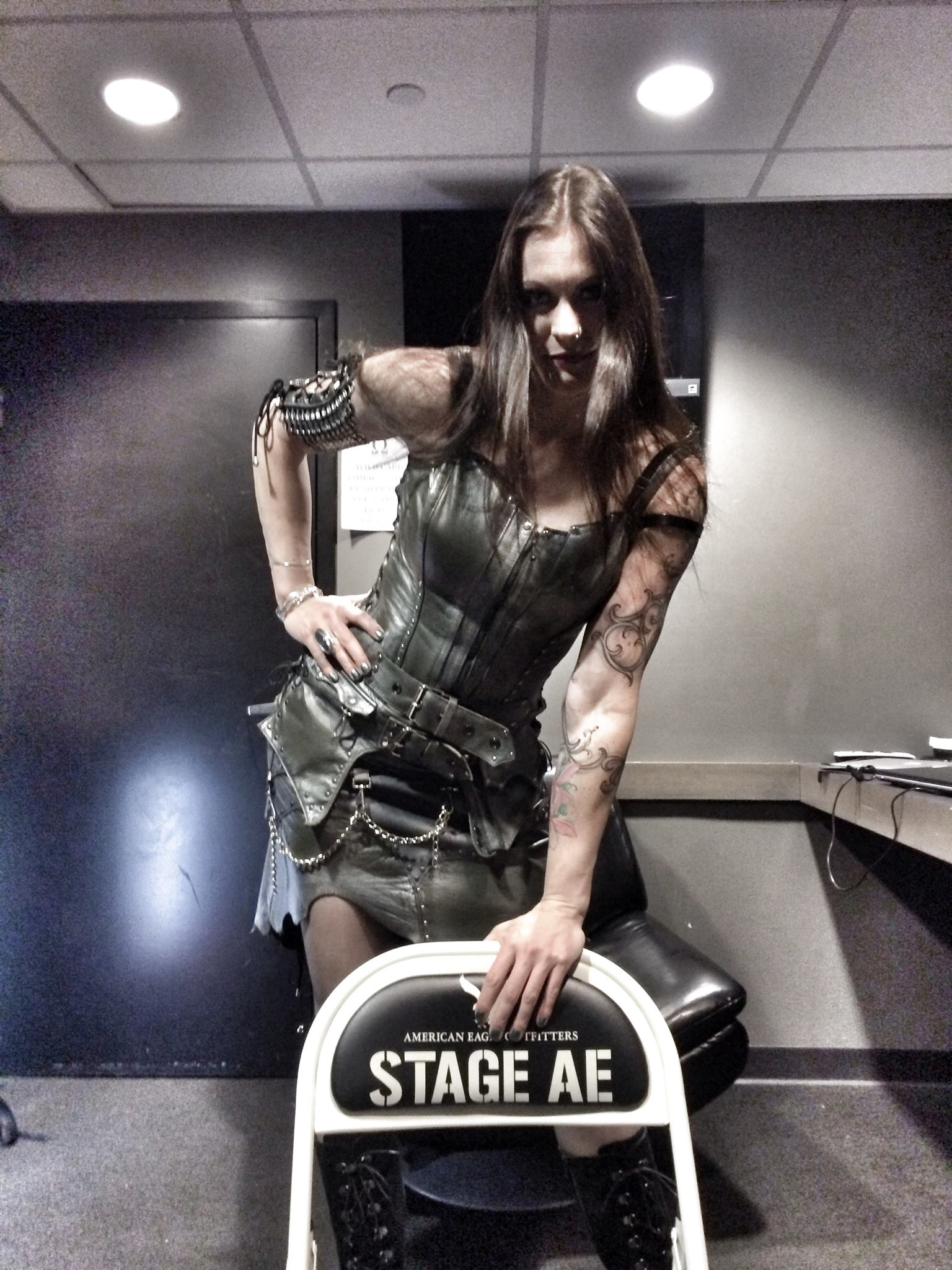
リヴァンプ時代 (2014年)
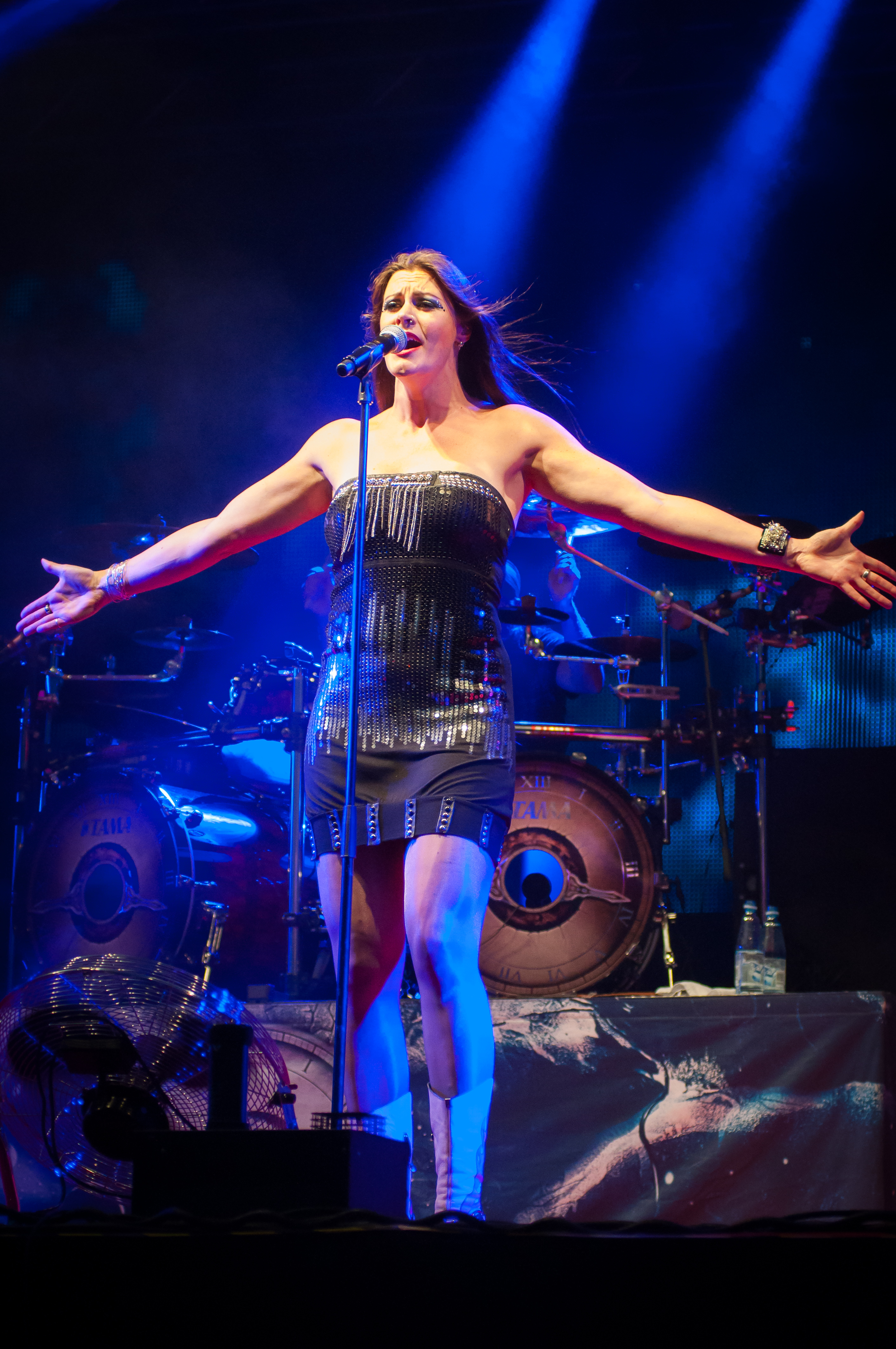
ナイトウィッシュ期 (2013年)

## ディスコグラフィ
アルバム
｢アフター・フォーエヴァー｣名義
- プリズン・オヴ・デザイアー - Prison Of Desire (2000)
- Decipher (2001)
- Exordium (2003・EP)
- インヴィジブル・サークルズ - Invisible Circles (2004)
- リマジン Remagine (2005)
- アフター・フォーエヴァー - After Forever (2007)

｢リヴァンプ｣名義
- ReVamp (2010)
- Wild Card (2013)

｢ナイトウィッシュ｣名義
- Showtime, Storytime (2013・ライブアルバム)
- エンドレス・フォームズ・モスト・ビューティフル - Endless Forms Most Beautiful (2015)
- ヴィークル・オブ・スピリット - Vehicle Of Spirit (2016・ライブアルバム)